# Grup Torras i Bages
El Grup Torres i Bages fou un grup d'estudiants dedicat a la promoció de temes religiosos i culturals, que funcionà clandestinament a Barcelona des de l'any 1942. En formaren part un centenar d'amics, entre els quals destacaren Jaume Carner, Jordi Bonet, Ernest Raguer, Josep Figueras, Josep M. Nubiola, Leopold Rodés, Jordi Pujol, Joan Reventós i Joan M. Gallardo. Es reunien en cases particulars i organitzaven conferències de personalitats catalanes, com Ferran Soldevila, Carles Riba o Josep M. de Sagarra. Tenien com a consiliari el Dr Lluís Carreras, que els integrà a la Lliga Espiritual de la Mare de Déu de Montserrat i els aconsellà de no intervenir en política. Organitzà visites a monuments catalans i concursos de treballs científics entre els estudiants de la Universitat de Barcelona, amb la convocatòria de dos cartells de premis, emparats per alguns professors. A partir de 1953, la majoria dels seus membres ingressaren al CC (Catalunya-Cristianisme) o en grups d'acció política clandestina.